# Keizerpalts Ingelheim
De Keizerpalts Ingelheim is een belangrijke palts die in de tweede helft van de 8e eeuw werd gebouwd. De palts werd tot in de 11e eeuw gebruikt door eerst Frankische en daarna Duitse koningen als verblijfplaats en tijdelijk regeringscentrum. Het complex ligt in het huidige Nieder-Ingelheim, 15 km ten westen van Mainz. Het ligt op een heuvel en heeft een panoramisch uitzicht over het Rijndal.
Van de gebouwen zijn tot op de dag vandaag boven de grond indrukwekkende overblijfselen bewaard gebleven. Het grootste deel van de fundamenten van het complex zijn onder de grond nog aanwezig. Aan de hand van archeologische opgravingen was het dus goed mogelijk om het gehele complex te reconstrueren.